# Герб Рассказовского района
Герб муниципального образования Расска́зовский район Тамбовской области Российской Федерации.
Герб района утверждён решением Рассказовского районного Совета народных депутатов от 28 июня 2012 года № 132.
Герб внесён в Государственный геральдический регистр Российской Федерации под регистрационным номером 7974.

## Описание герба
«В лазоревом поле — золотой венок из обращённых по ходу солнца хлебных колосьев, внутри которого выходящая золотая, с чёрными глазами и червлёными гребнем и бородкой голова петуха, понижено сопровождённый по краям выходящими зелёными елями, тонко окаймлёнными золотом».
Герб Рассказовского района в соответствии со статьей 4 Закона Тамбовской области от 27 марта 2003 года № 108-З «О гербе Тамбовской области» может воспроизводится с вольной частью — четырёхугольником, примыкающим к верхнему правому углу герба Рассказовского района с воспроизведёнными в нем фигурами из герба Тамбовской области.
Герб Рассказовского района в соответствии с Методическими рекомендациями по разработке и использованию официальных символов муниципальных образований (Раздел 2, Глава VIII, п.п. 45-46), утверждёнными Геральдическим советом при Президенте Российской Федерации 28.06.2006 года может воспроизводиться со статусной короной установленного образца.

## Обоснование символики
Рассказовский район был образован 20 мая 1928 года в связи с введением нового административно-территориального деления и образованием Центрально-Чернозёмной области. С 13 июня 1934 года Рассказовский район находился в Воронежской области, а с 27 сентября 1937 года и по настоящее время в Тамбовской области.
На протяжении всей истории Рассказовский район развивался преимущественно как сельскохозяйственного направления. Природа щедро одарила район плодородными землями. Здесь выращивают зерновые и другие сельхозкультуры.
Символика герба:
— венок из хлебных колосьев символизирует Рассказовский район как крупнейшего производителя зерновых культур;
— петух — символ хозяина и защитника двора, символ бдительности и отваги, символ вестника утра и сторожа ночи; в то же время он является символом крупнейшего предприятия Черноземья птицезавода «Арженка»;
— выходящие по краям щита ели — символ богатой природы Рассказовского района.
Лазурь — символ возвышенных устремлений, искренности, преданности, возрождения.
Зелёный цвет символизирует весну, здоровье, природу, молодость и надежду.
Золото — символ высшей ценности, величия, богатства, урожая.
Красный цвет — символ красоты и праздника, жизнеутверждающей силы.
Герб района разработан Союзом геральдистов России.
Авторская группа создания герба: идея герба — Константин Мочёнов (Химки), Сергей Янов (п. Малаховка); художник и компьютерный дизайн — Ольга Салова (Москва); обоснование символики — Вячеслав Мишин (Химки).
- Гербы муниципальных образований Рассказовского района
- Герб Рассказово